# جامعة آرهوس

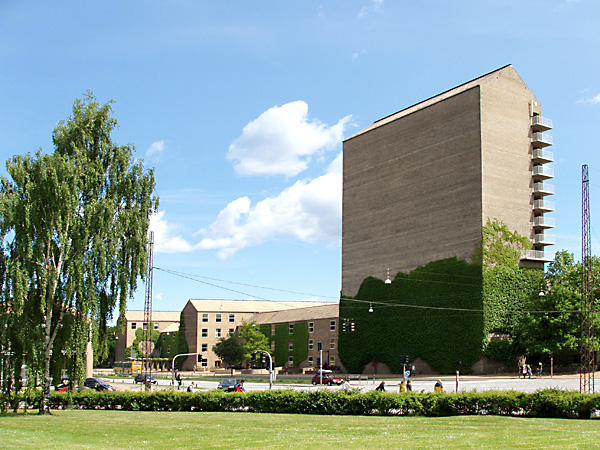
مكتبة الجامعة

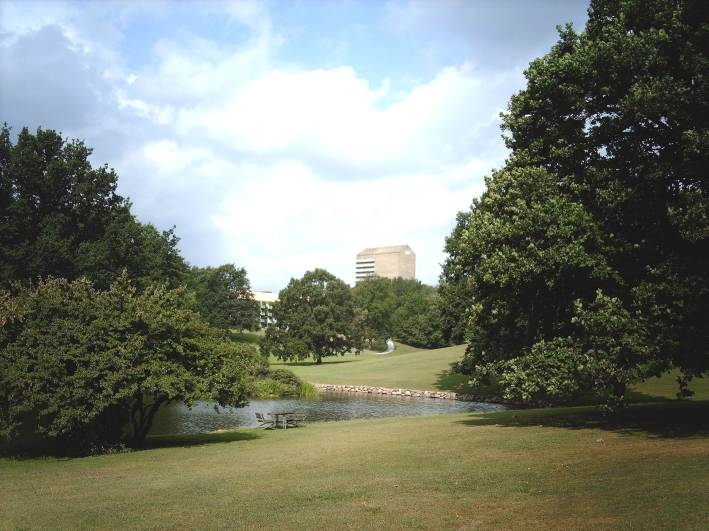
حديقة الجامعة

تأسست جامعة آرهوس (بالدنماركية: Aarhus Universitet) عام 1928 ويبلغ عدد طلابها 38,000 طالب . و تقع في آرهوس في الدنمارك. ،انشئت الجامعة بسبب زيادة عدد الطلاب في جامعة كوبنهاغن بعد الحرب العالمية الأولى بميزانية قدرها 33000 كرونة دنماركية و78 طالب فقط في أو فصل دراسي .
| السنة | المرتبة(التغير) |
| ----- | --------------- |
| 2005  | 138             |
| 2006  | 126 ( 12)       |
| 2007  | 114 ( 12)       |
| 2008  | 81 ( 33)        |
| 2009  | 63 ( 18)        |

## وصلات خارجية
- Aarhus University
- Aarhus University, Institute of Business and Technology
- Aarhus School of Business
- Film with pictures of Aarhus Universitet